# Isabelle Faust
Isabelle Faust, nascuda el 19 de març de 1972 a Esslingen am Neckar, és una violinista alemanya, una de les violinistes més importants del segle xxi.

## Biografia
Isabelle Faust va rebre les primeres lliçons de violí a l'edat de cinc anys. Ha tingut com a professors Christoph Poppen i Dénes Zsigmondy. A l'edat d'onze anys va fundar un quartet de corda i sempre s'ha sentit atreta per compartir experiències i visions musicals a través de la disciplina de la música de cambra. Tant interpretant sonates com concerts, Faust busca el diàleg i l'intercanvi d'idees musicals.
Va rebre el 1987 un premi en el Concurs Leopold Mozart a Augsburg i va guanyar el concurs Paganini a Gènova el 1993. Després d'això es va traslladar a França, on es va especialitzar en el repertori francès, especialment en Fauré i Debussy.
El seu primer enregistrament van ser les sonates de Bartók, Szymanowski i Janácek, i va obtenir molt bona recepció crítica. El 2003 va llançar el seu enregistrament del Concert per a violí de Dvorák, que és una especialitat del seu repertori. El 2007 va publicar el Concert de violí de Beethoven, fent-ne una versió poc habitual que busca recrear l'esperit de l'època en què va ser compost.
Toca sovint música de cambra amb els pianistes Alexander Melnikov i Ewa Kupiec, amb el violoncel·lista Jean-Guihen Queyras o amb la clarinetista Sharon Kam. Amb Melnikov, el seu partenaire habitual, va gravar la integral de les Sonates per a violí i piano de Beethoven, que va rebre els premis "Gramophone", “Choc de Classic”, "Diapason d'Or", “ECHO Klassik” i el “Premi de la Crítica Alemanya” i s'ha convertit en una referència discogràfica d'aquest repertori. A més va ser nominada als Premi Grammy en 2010.
Ha col·laborat amb Claudio Abbado, Daniel Harding, Heinz Holliger, Mariss Jansons i amb l'Orquestra Filharmònica de Berlín, l'Orquestra de París i l'Orquestra de Cambra Mahler, entre d'altres.
En 2004 va ser nomenada professora de violí de l'Acadèmia de les Arts de Berlín. Fou artista resident a la Filharmònica de Colònia durant la temporada 2018/2019. La temporada 2019-2020 Isabelle Faust ha estat nomenada artista resident del Centro Nacional de Difusión Musical (CNDM).
Des del començament, grava sota el segell Harmonia Mundi. Toca un Stradivarius de 1704 sobrenomenat "La Bella Dorment del Bosc" posat a la seva disposició pel L-Bank de Baden-Württemberg; sembla que és dels pocs Stradivarius que conserven el mànec (pal) original. Els compositors Thomas Larcher i Michael Jarrell li han dedicat obres.

## Selecció discogràfica
- Bach: Sonates & Partitas per a violi sol, Harmonia Mundi / IODA, 2010.
- Concert per a violí de Beethoven, The Praga Philharmonia dirigida per Jiří Bělohlávek / També gravat el 2012 amb l'Orquestra Mozart, sota la direcció de Claudio Abbado
- Concert a la memòria d'un àngel d'Alban Berg, Orquestra Mozart dirigida per Claudio Abbado
- Sonates per a piano i violí de Beethoven, amb Melnikov
- Concerts per a violí 1 & 2 Béla Bartok. Swedish Ràdio Orquestra dirigida per Daniel Harding- Harmonia Mundi
- Concert per a violí de Dvořák, The Praga Philharmonia dirigida per Jiří Bělohlávek
- Trio Dumky de Dvořák, amb Melnikov i Queyras
- Trio per a corn, violí i piano de Brahms, amb Melnikov i Teunis van der Zwart
- Poema per a violí i orquestra d'Ernest Chausson i Concert per a violí d'André Jolivet, Deutsches Symphonie-Orchester Berlín dirigida per Marko Letonja
- Sonata per a violí i piano de Leoš Janáček, amb Kupiec
- Concert per a violí n° 2 de Bohuslav Martinů
- Sonates per a violí i piano de Bartók. amb Florent Boffard (2010)
- Concert per a violí de Schumann: Orch.: Freiburger Barockorchester, dir.: Pablo Heras-Casado, CD (2015), Harmonia Mundi

## Premis
- 1987: Leopold Mozart International Violin Competition, (Augsburg), Primer Premi
- 1990: Premi Quadrivio Competition (Rovigo, Itàlia), Primer Premi
- 1993: Paganini Competition a Gènova, Itàlia, Primer Premi[6]
- 1994: Förderpreis des Landes Nordrhein-Westfalen für junge Künstlerinnen und Künstler
- 1997: Premis Gramophone a "Young Artist of the Year" pel seu primer CD, The només violin sonata and the Violin Sonata No. 1 de Béla Bartók en Harmonia Mundi
- 2002: Cannes Classical Award pel seu disc per a ECM del Concert Fúnebre de Karl Amadeus Hartmann.
- 2010: Diapason d'Or de l’Année pel seu disc de les Sonates i Partitas per a violí sol de Johann Sebastian Bach en Harmonia mundi[10]
- 2012: Gramophone Award com Best Chamber Recording per al seu àlbum de les Sonates de violí de Ludwig van Beethoven amb el pianista Alexander Melnikov for Harmonia Mundi[11]
- 2012: Tiro Klassik Award per al seu àlbum de les Sonates de violí de Ludwig van Beethoven amb el pianista Alexander Melnikov
- 2012: Diapason d'Or per al seu àlbum de les Sonates de violí de Ludwig van Beethoven amb el pianista Alexander Melnikov